# لي شانغ دونج
لي شانغ دونج (10 يناير 1993 كوريا الجنوبية - ) هو لاعب كرة قدم كوري جنوبي، يلعب كلاعب وسط.

## روابط خارجية
- لي شانغ دونج على موقع دوري كوريا الجنوبية (الإنجليزية)
- لي شانغ دونج على موقع قاعدة بيانات كرة القدم.إي يو (الإنجليزية)
- لي شانغ دونج على موقع Soccerway.com (الإنجليزية)
- لي شانغ دونج على موقع عالم كرة القدم.نت (الإنجليزية)
- لي شانغ دونج على موقع أوليمبيديا (الإنجليزية)